# Abstinence
Abstinence är indiepopbandets Popsicles andra album, från 1994.

## Låtlista
1. Mayfly
2. Sunkissed
3. Make Up
4. Step Inside My Mind
5. Could Be
6. Histrionics
7. Prussian Blue
8. Spaniel
9. Diving Bell
10. 9
11. Join My Stream
12. Soul Lacquer Drug

## Listplaceringar
| Lista (1994) | Topplacering |
| ------------ | ------------ |
| Sverige      | 8            |